# Uptight (Everything's Alright)
Singles de Stevie Wonder
High Heel Sneakers
(1965) Nothing's Too Good For My Baby
(1966)
Uptight (Everything's Alright) est un titre du chanteur et compositeur Stevie Wonder sorti en novembre 1965 chez Tamla Records.
Premier succès pour lequel Wonder est crédité en tant que co-auteur, ce titre lance sa carrière internationale en perçant au Royaume-Uni (14e position de l'Official Charts Company en février 1966).
C'est aussi le titre qui marque le début de sa carrière en tant qu'artiste majeur de la Motown, sans l'appui de son harmonica.
Ce morceau lui permet d'obtenir ses deux premières nominations aux Grammy Awards en 1966 et la production d'un album du même nom la même année.

## Histoire
Après le succès de Fingertips en 1963, Wonder sort sept singles dont seulement deux (Workout Stevie, Workout en 1963 et Hey Harmonica Man en 1964) atteignent le top 40 du Billboard Hot 100, respectivement en 33e et 29e position.
En l'absence de véritable succès, le jeune Stevie Wonder âgé de 15 ans risque le licenciement. En sus, en pleine puberté, sa voix change : Stevland Judkins, devenu Little Stevie Wonder pour Fingertips part 2, n'était maintenant plus 'que' Stevie Wonder, son adjectif 'Little' l'ayant quitté en 1964. Sylvia Moy, future co-auteure de Uptight, raconte qu'en 1965, personne ne voulait plus travailler avec lui,.
Fin 1965, fraîchement rentré d'une tournée avec les Rolling Stones, Wonder cherche à créer un morceau dont l'intensité rappellerait leur tube (I Can't Get No) Satisfaction, raison pour laquelle Uptight contient un rythme 'punchy' et un riff à deux accords. Lors d'une session en studio, Wonder sort quelques lignes sur lesquelles il est en train de travailler. Une phrase en particulier, 'everything is alright, uptight', fait réagir son producteur Clarence Paul. Ayant le pressentiment qu'il tenait là le début d'un succès, il choisit de l'associer à l'arrangeur et producteur Henry Cosby ainsi qu'à Sylvia Moy. Celle-ci se met à écrire une nouvelle et peut-être dernière chanson pour Wonder, basée sur un riff instrumental qu'elle l'avait entendu jouer. La chanson est enregistrée le 15 octobre 1965.
Uptight (Everything's Alright) raconte l'histoire d'un jeune homme pauvre épris d'une riche jeune fille, qui perçoit malgré tout le véritable valeur du garçon. Bien que Wonder ne soit pas à l'origine du texte, c'est un thème qu'il reprendra par la suite lorsqu'il écrira lui-même ses paroles.
Le 45 tours sort en le 22 novembre 1965 chez Tamla (référence T-54124) et en janvier 1966 au Royaume-Uni. Le succès du titre pousse Motown à produire rapidement un album du même nom, Up-Tight.
En été 1972, durant leur Summer Tour aux États-Unis, les Rolling Stones inviteront Stevie Wonder à quatre reprises et interprèteront un medley Uptight/Satisfaction, capturé dans le documentaire Cocksucker Blues réalisé la même année par Robert Frank.

### Musiciens
- Stevie Wonder : voix, claviers
- Benny Benjamin (en) : batterie[5]

Les crédits de l'album Up-Tight mentionnent d'autres noms :
- James Jamerson : guitare basse
- Levi Stubbs : chœurs

### Classements
| Classement (1966)              | Position |
| ------------------------------ | -------- |
| États-Unis (Billboard Hot 100) | 3        |
| États-Unis (Billboard RnB)     | 1        |
| États-Unis (Cash Box)          | 3        |
| Royaume-Uni (UK Singles Chart) | 14       |

| Classement annuel (1966)       | Position |
| ------------------------------ | -------- |
| États-Unis (Billboard Hot 100) | 59       |
| États-Unis (Cash Box)          | 12       |

### Certifications
| Pays              | Certification | Date | Ventes  |
| ----------------- | ------------- | ---- | ------- |
| Royaume-Uni (BPI) | Argent        | 2020 | 200 000 |

### Récompenses et distinctions
Lors de la neuvième cérémonie des Grammy Awards, Stevie Wonder obtient deux nominations dans les catégories 'Best Rhythm & Blues Recording' et 'Best Rhythm & Blues Solo Vocal Performance, Male Or Female'.

## Reprises

### Reprises classées
- En 1966, Nancy Wilson atteint la 84e position du Billboard Hot 100, ainsi que la 10e place de l'Adult Contemporary[17]. Sa version figure sur l'album A Touch of Today[6].
- En 1967, Bill Cosby enregistre une version parodique intitulée Little Ole Man (Uptight, Everything's Alright) pour son album Silver Throat: Bill Cosby Sings (en). Inspirée par son grand-père[18], elle raconte les déboires d'un homme qui frôle la mort à trois reprises. Plus longue que la version de Wonder, elle obtient la 4e position au Billboard Hot 100[19] et la 18e du classement R&B[20]. Seuls les crédits originaux furent conservés bien que la version de Cosby contiennent des paroles totalement distinctes[21].
- En 1994, C.J. Lewis (en) réinterprète la chanson dans un style rap/reggae pour son album Dollars. Reprenant la mélodie mais transformant les paroles, son single entre dans les classements de plusieurs pays : 10e au Royaume-Uni[22], 24e en Belgique néerlandophone[23], 18e en Irlande[24], 11e en Nouvelle-Zélande[23] et 19e aux Pays-Bas[23].

### Autres reprises
On dénombre plus de 60 reprises, dont :
- Johnny Rivers en 1966, sur l'album And I Know You Wanna Dance,
- Brenda Lee en 1966, sur son album Coming on Strong,
- En 1966, Georges Aber adapte la chanson en français sous le titre Les Coups, interprétée par Johnny Hallyday,
- Martha and the Vandellas dans leur medley live Dancing in the Street / I Can't Help Myself (Sugar Pie, Honey Bunch) / Sweet Soul Music / Uptight (Everything's Alright) paru sur leur album Martha and The Vandellas Live paru en septembre 1967,
- The American Breed en 1967, sur The American Breed,
- Jackie Wilson et Count Basie, en 1968 sur Manufacturers of Soul,
- En 1968, Samy Davis Jr. dans le medley Uptight / You've Got Your Troubles sur Lonely Is the Name,
- Geno Washington and The Ram Jam Band (en) en 1969 sur l'album Uptight,
- En 1969, par Diana Ross and The Supremes sur l'album Together,
- En 1977, Shalamar sur l'album Uptown Festival dans le medley Going to a Go-go/I Can't Help Myself (Sugar Pie, Honey Bunch)/Uptight (Everything's Alright)/Stop! In the Name of Love/It's the Same Old Song/The Tears of a Clown/Love Is Like an Itching in My Heart/This Old Heart of Mine (Is Weak for You)/Baby Love/He Was Really Sayin' Something,
- En 1980, Georgie Fame sur l'album Closing the Gap,
- En 1981, Buddy Rich sur l'album Swingin' New Big Band[26],
- En 1989, le groupe Disco 2000 (The KLF),
- En 2002, Aswad sur l'album Cool Summer Reggae,
- Le groupe australien Human Nature (en) sur leur album Dancing in the Street: The Songs of Motown II (en) en 2006, sorti en simple en 2007[27],
- En 2010, Phil Collins sur Going Back.

Il existe également plusieurs versions instrumentales dont celles de :
- David McCallum (1966), Ramsey Lewis (1966), Sandy Nelson (1966), Billy Preston (1966), The Ventures (1967), The Soul Society (1968), Jonah Jones (1970).

#### Adaptations en langue étrangère
Données issues de  sauf mention contraire :
| Année | Langue   | Titre               | Adaptation        | Interprète(s)                      |
| ----- | -------- | ------------------- | ----------------- | ---------------------------------- |
| 1973  | Tchèque  | Už tu nesmím zůstat | Vladimír Poštulka | Karel Černoch                      |
| 1966  | Français | Les Coups           | Georges Aber      | Johnny Hallyday (1966), FFF (2017) |

## Sampling
- En 1974, le groupe Reunion termine son titre Life Is a Rock (But The Radio Rolled Me) par le refrain d'Uptight.
- En 1996, Noël Gallagher reprend la ligne rythmique de Uptight dans le titre Step Out destiné à l'album (What's The Story) Morning Glory?. Le titre devait à l'origine occuper la piste n°8 de l'album[28] mais Stevie Wonder exigea 6%[29] (voire 10%[28]) des royalties. Oasis a refusé et l'a ôté de l'album mais il est toutefois resté sur le cd single de Don't Look Back in Anger, et créditant en contrepartie Wonder, Moy et Cosby aux côtés de Gallagher[30]. Cette opération a permis au groupe britannique de ne verser que quelques milliers de livres à Wonder, au lieu d'une somme bien plus importante résultant de la vente du million d'items de (What's The Story) Morning Glory?[28].

## Utilisation et références dans les médias
Informations issues d'IMDB, sauf mention contraire :
- En 1980, dans le film Underground U.S.A. d'Eric Mitchell,
- En 1995, dans le film Professeur Holland de Stephen Herek,
- En 1998, dans le film Ménage à quatre de Gregory Nava,
- En 2001, dans le film Les Pieds sur Terre de Paul Weitz,
- En 2003, dans la série Six Feet Under (saison 3, épisode 3),
- En 2006, dans le film Les Chemins du Triomphe de James Gartner,
- En 2009, le 24e épisode de la troisième saison de la série américaine Hannah Montana s'intitule Uptight (Oliver's Alright), en référence au titre de Wonder[32].
- En 2013, dans l'épisode Wonder-ful de la série Glee, chantée par le personnage de Cassandra July, incarnée par Kate Hudson (saison 4, épisode 21),
- En 2017, dans la série This Is Us (saison 1, épisode 12).